# 白鳥高原駅
白鳥高原駅（しろとりこうげんえき）は、岐阜県郡上市白鳥町二日町字清水垣内にある、長良川鉄道越美南線の駅である。駅番号は35。

## 歴史
1955年（昭和30年）8月、郡上郡北濃村大字二日町に「二日町駅」（ふつかまちえき）として新設された。越美南線美濃白鳥駅 - 北濃駅間は1934年（昭和9年）に延伸した区間であるが、住民の要望により途中駅として新設されたと言う。開業当初より旅客のみを取扱う無人駅である。二日町では1961年から住民によってスキー場開発が行われ、スキー客の利用も多かったと言う。
1996年10月、石徹白にある「白鳥高原スキー場」の運営会社の申請を受けて「白鳥高原駅」に改称された。白鳥高原スキー場の運営会社は1995年の冬に二日町駅の近くに約1,000台分の駐車場を整備してスキー場との間にシャトルバスを運行した。鉄道から乗り換える客の利用もあったことから案内のために長良川鉄道に駅名の改称を申し入れた。しかし、スキー人口の減少を背景に来客の増加には繋げられず、ほどなくしてシャトルバスの運行は終了した。

### 年表
- 1955年（昭和30年）8月1日：国鉄越美南線の二日町駅（ふつかまちえき）として新設[6]。旅客のみ取扱う無人駅[7]。
- 1986年（昭和61年）12月11日：越美南線が長良川鉄道へ移管、同社の駅となる[6]。
- 1996年（平成8年）10月1日：白鳥高原駅（しろとりこうげんえき）に改称[5]。

## 駅構造
単式ホーム1面1線を有する地上駅。
無人駅。ホーム中央に待合室が設置されている。

## 駅周辺
農地や民家がまばらに存在する。越美南線に並行して長良川が流れている。
- 郡上市立北濃小学校
- 白鳥交通「白鳥高原駅前」停留所

## 隣の駅
長良川鉄道
■越美南線
美濃白鳥駅（34） - 白鳥高原駅（35） - 白山長滝駅（36）